# ديراي ديفيس
ديراي ديفيس (بالإنجليزية: DeRay Davis)‏ هو ممثل وكوميدي أمريكي بدأ مسيرته الفنية سنة 2002.

## الأعمال

### أفلام
- باربرشوب (2002) (بدور: راي راي)
- الضباب (2005)
- فيلم مخيف 4 (2006) (بدور: مارفين)
- اسم الشفرة: المنظف (2007) (بدور: روني)
- سيمي برو (2008)
- الحياة كما نعرفها (2010) (بدور: لوني)
- 21 شارع جامب (2012) (بدور: دومينغو)
- جي. آي. جو: الانتقام (2013)
- قابل السود (2016) (بدور: تايرون)

### مسلسلات
- زوجتي وأطفالي (2002)
- إمباير (2015)

## وصلات خارجية
- ديراي ديفيس على موقع IMDb (الإنجليزية)
- ديراي ديفيس على موقع ميوزك برينز (الإنجليزية)
- ديراي ديفيس على موقع ديسكوغز (الإنجليزية)
- ديراي ديفيس على موقع قاعدة بيانات الفيلم (الإنجليزية)
- الموقع الرسمي